# 34e cérémonie des Razzie Awards
La 34e cérémonie des Golden Raspberry Awards, organisée par la Golden Raspberry Award Foundation a eu lieu le 1er mars 2014 et a désigné les pires films de l'année 2013.
Cette année, les nominations sont annoncées le 16 janvier 2014 et les résultats le 1er mars 2014, c'est-à-dire la veille des annonces équivalentes pour les Oscars.

## Palmarès

### Pire film
- My Movie Project (film collectif)
  - After Earth de M. Night Shyamalan
  - Copains pour toujours 2 (Grown Ups 2) de Dennis Dugan
  - Lone Ranger, naissance d'un héros (The Lone Ranger) de Gore Verbinski
  - A Madea Christmas de Tyler Perry

### Pire acteur
- Jaden Smith dans After Earth
  - Johnny Depp dans Lone Ranger, naissance d'un héros
  - Ashton Kutcher dans Jobs
  - Adam Sandler dans Copains pour toujours 2
  - Sylvester Stallone dans Du plomb dans la tête, Évasion et Match retour

### Pire actrice
- Tyler Perry pour son rôle féminin dans A Madea Christmas
  - Halle Berry dans The Call et My Movie Project
  - Selena Gomez dans Getaway
  - Lindsay Lohan dans The Canyons
  - Naomi Watts dans Diana et My Movie Project

### Pire second rôle masculin
- Will Smith dans After Earth
  - Taylor Lautner dans Copains pour toujours 2
  - Nick Swardson dans Copains pour toujours 2 et Ghost Bastards (Putain de fantôme)
  - Larry the Cable Guy dans A Madea Christmas
  - Chris Brown dans Battle of the Year

### Pire second rôle féminin
- Kim Kardashian dans Temptation: Confessions of a Marriage Counselor
  - Salma Hayek dans Copains pour toujours 2
  - Katherine Heigl dans Un grand mariage
  - Lady Gaga dans Machete Kills
  - Lindsay Lohan dans Inappropriate Comedy et Scary Movie 5

### Pire combinaison à l’écran
Ce prix rassemble le prix du pire couple et celui de la pire troupe d'acteurs.
- Jaden Smith et Will Smith dans After Earth
  - Tous les acteurs et actrices dans Copains pour toujours 2
  - Tous les acteurs et actrices dans My Movie Project
  - Lindsay Lohan et Charlie Sheen dans Scary Movie 5
  - Tyler Perry et Larry the Cable Guy dans A Madea Christmas

### Pire réalisateur
- les 13 réalisateurs (Elizabeth Banks, Steven Brill, Steve Carr, Rusty Cundieff, James Duffy, Griffin Dunne, Peter Farrelly, Patrik Forsberg, Will Graham, James Gunn, Bob Odenkirk, Brett Ratner, et Jonathan van Tulleken) de My Movie Project
  - Dennis Dugan pour Copains pour toujours 2
  - Tyler Perry pour A Madea Christmas et Temptation: Confessions of a Marriage Counselor
  - M. Night Shyamalan pour After Earth
  - Gore Verbinski pour Lone Ranger, naissance d'un héros

### Pire scénario
- My Movie Project
  - After Earth
  - Copains pour toujours 2
  - Lone Ranger, naissance d'un héros
  - A Madea Christmas

### Pire préquelle, remake, plagiat ou suite
- Lone Ranger, naissance d'un héros
  - Copains pour toujours 2
  - Les Schtroumpfs 2
  - Scary Movie 5
  - Very Bad Trip 3

## Distinctions multiples

### Récompenses multiples
- 3 : My Movie Project, After Earth

### Nominations multiples
- 9 : Copains pour toujours 2
- 6 : After Earth, A Madea Christmas, My Movie Project
- 5 : Lone Ranger, naissance d'un héros
- 3 : Scary Movie 5
- 2 : Temptation: Confessions of a Marriage Counselor